# 密蘇里谷 (愛荷華州)
密蘇里谷（英語：Missouri Valley）是一個位於美國愛荷華州哈里森縣的城市。

## 地理
密蘇里谷的座標為41°33′32″N 95°53′38″W / 41.55889°N 95.89389°W，而該地的平均海拔高度為310米（即1017英尺）。

## 人口
根據2010年美國人口普查的數據，密蘇里谷的面積為8.11平方千米，當中陸地面積為8.11平方千米，而水域面積為0.00平方千米。當地共有人口2838人，而人口密度為每平方千米349人。